# Jeff Arnold (bande dessinée)
 (mai 2018).
Si vous disposez d'ouvrages ou d'articles de référence ou si vous connaissez des sites web de qualité traitant du thème abordé ici, merci de compléter l'article en donnant les références utiles à sa vérifiabilité et en les liant à la section « Notes et références ».
Jeff Arnold est une bande dessinée britannique qui de 1950 à 1962 fut présente dans les pages de Eagle et dont certains épisodes furent publiés en France.

## Historique
A l’origine Riders of the Range est un feuilleton radio de la BBC diffusé de 1949 à 1953 créé par Charles Chilton. Jeff Arnold n’est au départ que l’un des personnages du ranch 6T6. Mais ayant tous les atouts du héros parfait, il devient rapidement la vedette de la série. Son succès radiophonique fait que la direction d’Eagle demande à son créateur de l’adapter en BD. 
Soulignons toutefois qu’à la différence de P.C. 49 autre succès radio présent dans les pages de la revue, Riders of the Range n’apparait qu’au numéro 37, celui de Noël 1950. C’est Jack Daniel qui officie au dessin mais Marcus Morris le patron d’Eagle trouvant son style trop « européen » le remplace en septembre 1951 par Angus Scott (1909-2003). Celui-ci fera l’année scolaire 51-52 et passera la main à Frank Humphris qui dès lors devient le dessinateur attitré de la série. D’autres dessinateurs, tels Jesús Blasco, Giorgio Bellavitis et Roland Davies, interviendront néanmoins ici et là au cours du temps.
La série BD survivra à la disparition radio en 1953 pour s’achever en 1962. Frank Humphris reviendra au western dans cette même revue avec Blackbow the Cheyenne.

## Description
Héros sans peur, rapide et précis au pistolet, Jeff Arnold est accompagné de Luke, son contrepoids comique et en quelque sorte son opposé, Jeff est grand, Luke petit, Jeff est jeune, Luke vieux, etc. C’est en quelque sorte un Jim MacClure avant la lettre même si sa tenue, gilet, chemise jaune, jean bleu évoque davantage le costume de Lucky Luke.
La qualité du dessin de Humphris fait que le personnage passe la Manche puisqu’on le retrouve en Allemagne, en Italie où il a une revue à son nom et bien sûr en France notamment dans L’Intrépide et Pilote. Outre ces revues, qui respectent la présentation originelle, on le retrouve également dans Jeff, un petit format, et Rintintin dans un format légèrement plus grand. 
L’action du premier épisode se déroule au Texas en 1870 même si l’on ne doit pas prendre cette date au pied de la lettre puisque certains épisodes mettent en scène Billy the Kid (mort en 1881), Cochise qui commence sa révolte au début des années 1860, Geronimo au milieu des années 1880, etc.
Contrairement aux séries françaises calibrées pour un nombre fini de planches, usuellement 44, Les aventures de Jeff Arnold ont des paginations différentes même si la plupart tournent autour de la trentaine.

## Épisodes
Cette recension n’est pas exhaustive.

### Eagle
- Riders of the Range (1951-52)
- The Cochise Affair (1952)
- Lost Bonanza (1952-53)
- The War with Geronimo (1953)
- The Arizona Kid (1953-54)
- The Heir of Duncrieff (1954-55)
- The Terror of the Pecos (1955)
- The Hooded Menace (1956)
- The Wreckers (1956-57)
- Jeff Arnold and Billy the Kid (1957)
- The War with the Sioux (1957-58)
- The Penny Farthing Dude (1958)
- Down Mexico Way (1958-59)
- Jeff Arnold and Sam Bass (1959)
- West to Santa Fe (1960)
- Scourge of the Pecos (1960-61)

### Eagle Annuals
- #01 A Brush in the West 4 planches couleur (dessins de Jack Daniel)
- #03 The Road Agent 4 planches couleur (dessins de Richard Jennings)
- #04 A Hard and Fast Case 4 planches couleur (dessins de Harry Bishop)
- #05 The Fight at Copper Canyon 4 planches couleur (dessins de Harry Bishop)
- #07 One Good Turn 4 planches noir et blanc (dessins de Richard Jennings)
- #08 The Kidnapped Comanche 4 planches noir et blanc (dessins de Richard Jennings)
- #09 Guns for Hire 4 planches noir et blanc (dessins de Desmond Walduck)
- #10 Old White 4 planches noir et blanc (dessins de Richard Jennings)

### L’Intrépide (1961-62)
- Jeff Arnold et l’héritier de Duncrieff (1961-1962 à partir du #609)

### Pilote (1961-1962)
- Le justicier de Zapata (1961 #101-114)
- Terreur à Pecos (1962 - #115-141)
- Les cavaliers de la frontière (1962 - #142-171)

### Rintintin
- Sur la route du Mexique (#55)
- Les Guerriers Peaux-Rouges (#56)

### Jeff (1961-63)
Petit format de 25 numéros 
- Géronimo sur le sentier de la guerre (#1/2/3/4)
- Mutuel secours (#5)
- Chanter n'est pas jouer (#6)
- Ted Ranger - Un retour mouvementé (#7)
- Johnny - Le simple d'esprit (#8)
- Après la tourmente (#9)
- Descente dans la vallée (#10)
- Ted Ranger - La tribu rebelle (#11)
- Un garnement en Arizona (#13)
- Le troubadour (#17)
- Châtiment (#22)
- Tonikawa (#23)
- Un mexicain au Texas (#24)